# Gallaceaceae
Gallaceaceae is een familie van schimmels uit de orde Hysterangiales. Het typegeslacht is Gallacea

## Geslachten
De volgende drie geslachten behoren tot de familie:
- Austrogautieria
- Gallacea
- Hallingea